# Johannes Petzold
Johannes Petzold (* 24. Oktober 1912 in Plauen, Vogtland; † 19. Mai 1985 in Eisenach) war ein deutscher Kirchenmusiker, Komponist mehrerer Gesangbuchlieder und Dozent an der Thüringer Kirchenmusikschule.

Johannes Petzold, 1983

## Leben
Johannes Petzold, Sohn eines Musterzeichners in der Spitzen- und Gardinenindustrie seiner Heimatstadt, studierte in Leipzig 1932–1935 Pädagogik mit dem Hauptfach Musik. Einen Monat nach seiner Immatrikulation wurde er Mitglied im „Neuen Sächsischen Lehrerverein“ (30. Mai 1932).
Infolge der Gleichschaltung der Lehrervereine gehörte er ab 1. Mai 1933 dem Nationalsozialistischen Lehrerbund an. Am 7. Juli 1933 trat er der SA bei.
Nach dem Studium arbeitete er als Volksschullehrer in kleinen Dörfern des Vogtlandes und Erzgebirges. Als „Junglehrer“ trat er zum 1. Mai 1937 der NSDAP bei (Mitgliedsnummer 5.816.055).
Schon am Beginn seines Studiums kam er in Kontakt mit der Singbewegung und nahm an Singwochen mit Alfred Stier und Hugo Distler teil. Die lebenslange Freundschaft und Zusammenarbeit mit Samuel Rothenberg begann im Herbst 1932 mit einer gemeinsamen Chorfahrt durch Sachsen. Frühe Kompositionen und Texte Petzolds wurden bis 1945 in dessen Selbstverlag veröffentlicht.
Am 26. März 1940 heiratete er die Gemeindehelferin Hiltrud Schaale. Sie gehörte zur Bekennenden Kirche und war im Zusammenhang mit ihrer Arbeit mehrfach in Konflikt mit den Behörden und der Gestapo gekommen. Beide verband eine handwerklich-kreative Beziehung zur Musik. Auch sie komponierte und schrieb Gedichte, von denen er einige vertonte.
Im Februar 1940 wurde er zum aktiven Wehrdienst einberufen. Er nahm als Soldat am Krieg in Belgien und Frankreich teil; er wurde am 29. Juli 1941 wegen einer Tuberkuloseerkrankung als „Schütze der Reserve“ entlassen. Aus dem gleichen Grund endete im März 1942 seine Tätigkeit als Lehrer.
Die folgenden Jahre brachte Petzold immer wieder in Krankenhäusern und Heilstätten zu, bis er nach einer erfolgreichen Thorax-Operation begrenzt arbeitsfähig war und 1952 Kantor in Bad Berka / Thüringen wurde. An der Hochschule für Musik Franz Liszt Weimar nahm er als Gasthörer am Unterricht im Tonsatz bei Johann Cilenšek teil und bildete sich im Orgelspiel weiter. 1957 wurde ihm die Dienstbezeichnung Kirchenmusikdirektor verliehen.
Im November 1961 erfolgte die Berufung an die Thüringer Kirchenmusikschule Eisenach als Dozent für Tonsatz, Musikgeschichte und Gehörbildung. Neben seiner Lehrtätigkeit übernahm er zahlreiche Singdienste bei Singwochen, Chortreffen und Gemeindeveranstaltungen. 1977 ging er in den Ruhestand.
Sein Sohn Dietrich Petzold (* 1954) ist Geiger, Komponist und Hörbuchregisseur.

## Werk
Johannes Petzold hat zahlreiche Melodien, Kanons, Chor- und Bläsersätze, Orgelvorspiele, Motetten und Kantaten komponiert. Sie sind größtenteils in Sammlungen enthalten, zum Beispiel in Liedblättern des  Christlichen Sängerbundes. Evangelische, katholische und freikirchliche Gesangbücher in Deutschland, Österreich, Japan, der Schweiz und Skandinavien enthalten seine Melodien. Zu seinen bekanntesten Werken gehört die Melodie zu Jochen Kleppers Adventslied „Die Nacht ist vorgedrungen“.

## Werke (Auswahl)
- Gelobt sei deine Treu.  (Melodie, 1937) Merseburger Verlag; EG Württemberg 665.
- Die Nacht ist vorgedrungen.  (Melodie, 1938) Bärenreiter-Verlag; EG 16,[3] GL 220.
- Gott Vater, du hast deinen Namen. (Melodie, 1941), EG 208.[4]
- Gott, weil er groß ist. (Kanon, 1942) Merseburger Verlag; EG 411.[5]
- Der hat sein Leben am besten verbracht. (Kanon, 1946) Merseburger Verlag.
- Dich, Schöpfer, lobt die ganze Welt. (Melodie und Chorsatz, 1947) Merseburger Verlag.
- Unser täglich Brot. (Kantate nach Texten von Arno Pötzsch, 1951) Strube-Verlag.
  - darin das Lied: Herr Gott, gib uns das täglich Brot (Melodie, 1951), EG Regionalteile Nordelbien 630 bzw. Niedersachsen und Bremen sowie Oldenburg 633, Text von Arno Pötzsch
- Motetten aus Kirchenlied und Bibelwort. Evangelische Verlagsanstalt, Berlin 1962.
- Wunderbarer König. (Lied-Kantate für Chor, Solo-Sopran, Bläserchor, Soloposaune und Orgel, 1963) Wartburg Verlag, 2012.
- Das ist mir lieb, daß du mich hörst. (Melodie, 1966), EG 292.[6]
- Es kommt ein Schiff, geladen. (Neun Variationen für die Orgel, 1969, nicht veröffentlicht)
- Ich will dem Herrn singen mein Leben lang. (Kanon, 1969), EG 340.[7]
- Ohren gabst du mir. (Melodie, 1972), EG 236.[8]
- Acht Chorverse für Tauf- und Segnungsgottesdienste und für den allgemeinen liturgischen Gebrauch.  (1973) Verlag Singende Gemeinde.
- Herr, unser Herrscher. (Text und Melodie, 1975) Strube-Verlag; EG 270.[9]
- Sonnengesang – Kantate nach der Dichtung von Franz von Assisi, für Kinderchor, Solostimmen, Flöte und Orgel, 1975. Strube-Verlag, 1992.
- Stillung des Sturms. (Motette, 1975) Deutscher Verlag für Musik Leipzig (Breitkopf & Härtel)
- Ist Gott für mich. (Choralfantasie für Trompete, einstimmigen Chor und Orgel, 1975) Loosmann-Musikverlag, 2005.
- Wie die Träumenden werden wir sein. (Melodie, 1985) Strube-Verlag.
- Gott sandte den Sohn. (Melodie, 1985) Verlag Singende Gemeinde; GEmK 389, Gesangbuch der Evangelischen Brüdergemeine 228.
- Psalmlieder und -motetten. Zusammengestellt von Hartmut Bietz. Evangelische Verlagsanstalt, Berlin 1987 / Strube-Verlag.